# Wilhelm Siegmund Feldberg

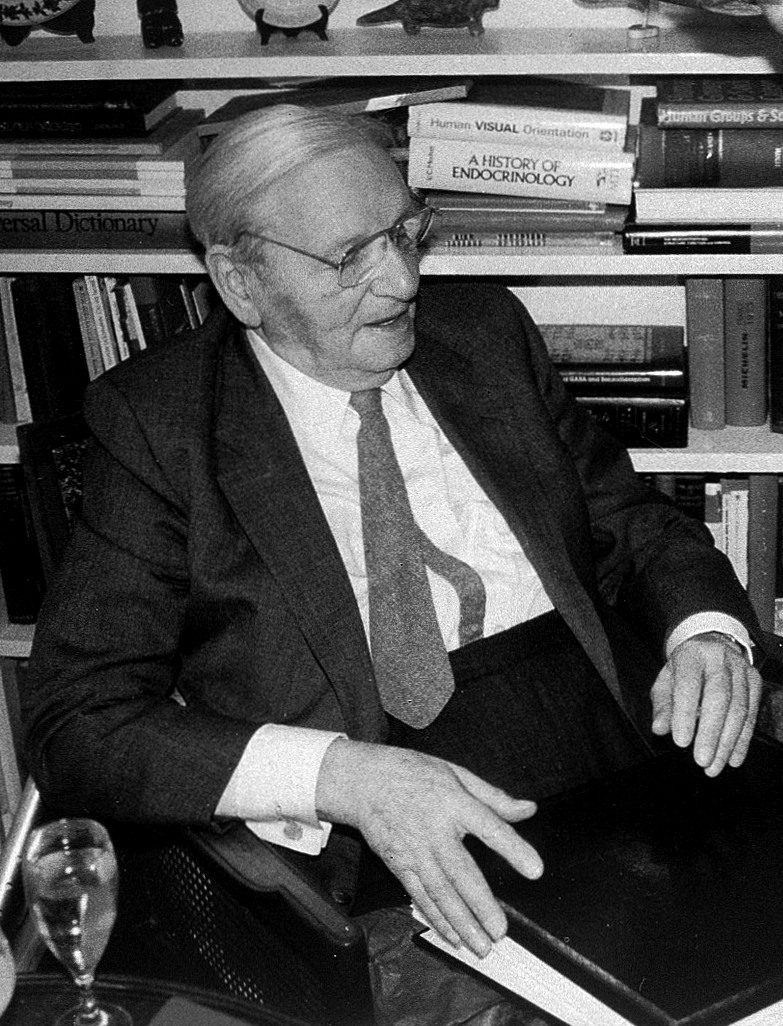
Wilhelm Feldberg (1990)

Wilhelm Siegmund Feldberg (* 19. November 1900 in Hamburg; † 23. Oktober 1993 in London) war ein deutscher Pharmakologe und Physiologe.

## Leben

### Von Deutschland nach England
Feldberg stammte aus einer wohlhabenden jüdischen Familie. Er studierte in Heidelberg und München Medizin. 1925 wurde er in Berlin zum Dr. med. promoviert. Anschließend besuchte er den britischen Physiologen John Newport Langley an der Universität Cambridge. Er blieb insgesamt zwei Jahre in England, darunter ein halbes Jahr bei Henry Hallett Dale am National Institute for Medical Research in Hampstead bei London. 1927 zurück in Berlin, wurde er Assistent bei Wilhelm Trendelenburg am Physiologischen Institut der Friedrich-Wilhelms-Universität, der späteren Humboldt-Universität. Im Jahr 1933 wurde er auf Grund des Gesetzes zur Wiederherstellung des Berufsbeamtentums von einem Tag auf den anderen entlassen. Ein Rockefeller-Stipendium ermöglichte es ihm, seine Arbeit bei Dale am National Institute for Medical Research fortzusetzen. Aus seinen Erinnerungen:

„Eines Tages im Jahr 1933, kurz nachdem Hitler an die Macht kam, informierte mich der Direktor des Berliner Instituts, wo ich arbeitete, dass ich entlassen war, das Institut bis spätestens Mitternacht verlassen musste und es nicht wieder betreten durfte. ... Die ersten Wochen in London waren schrecklich, mit der ständigen Angst, meine Familie könnte an der Ausreise gehindert werden. Als sie endlich kamen, fuhr ich nach Harwich, um sie abzuholen. Ich war voll Sorge, denn man sagte, nicht selten würden Reisende an der deutsch-holländischen Grenze aus den Zügen geholt und zurückgeschickt. Stunden vor der Ankunft des Schiffs ging ich am Kai auf und ab. Ein Zollbeamter muss mich beobachtet haben, denn als er meiner Frau die Einreiseerlaubnis gab, sagte er: ‚Frau Feldberg, Sie dürfen Ihren Mann nie wieder allein lassen.‘ Das war das Mitgefühl vieler Engländer mit den deutschen Flüchtlingen: Flüchtlinge waren wir ja geworden.“

### Australien und wieder England
Nach Auslaufen seines Rockefeller-Stipendiums nahm Feldberg 1935 eine Stelle am Walter and Eliza Hall Medical Research Institute in Melbourne, Australien, an. 1938 konnte er als Reader in Physiology in Cambridge nach England zurückkehren. 1949 übernahm er die Leitung der Abteilung Physiologie und Pharmakologie des National Institute for Medical Research, das in diesem Jahr von Hampstead nach Mill Hill verlegt wurde. 1965 emeritiert, forschte er bis 1990 weiter.

### Die Feldberg-Stiftung
Nach 1945 gehörte Feldberg zu den ersten Emigranten, die wieder Kontakt zu Deutschen aufnahmen. Mit seinen vom Land Berlin nachgezahlten Hochschullehrer-Bezügen nebst Pensionsansprüchen, insgesamt 600.000 £, gründete er die Feldberg Foundation, die seit 1961 jährlich je einem deutschen und einem englischen Wissenschaftler einen Preis verleiht.

### Die Tierversuchskontroverse
Feldbergs Lebensabend war überschattet von Anschuldigungen wegen seiner Tierversuche. Tierversuchsgegner hatten in seinem Labor Fotos und Tonbandaufnahmen gemacht. Das Medical Research Council stellte fest, dass Tierversuchs-Regeln verletzt worden waren, und das Home Office entzog ihm die Tierversuchs-Genehmigung.

## Forschung
Feldbergs Forschung galt vor allem den körpereigenen Signalmolekülen Histamin und Acetylcholin. Bereits in Berlin wies er nach, was zuvor nur vermutet worden war, dass nämlich bei Anaphylaxie im Körper Histamin freigesetzt wird. In Australien fand er, dass auch Schlangengifte und Bienengift Histamin freisetzen und außerdem sogenannte slow reacting substances, unter denen man später Bradykinin und die Leukotriene identifiziert hat. Im Gift der Brennnesselhaare wies er Histamin, Acetylcholin und Serotonin nach.
Otto Loewi hatte 1921 Acetylcholin als den Neurotransmitter des Parasympathikus im Herzen von Fröschen erkannt. In einer gemeinsamen Arbeit mit Otto Krayer, noch in seiner Berliner Zeit, zeigte Feldberg, dass Acetylcholin auch bei Säugetieren Überträgerstoff des Parasympathikus ist. In England folgte dann ab 1933 eine Serie von Untersuchungen, die das Bild von komplettierten: Acetylcholin ist Neurotransmitter auch in den Ganglien des Sympathikus und Parasympathikus, in den postganglionär-sympathischen Fasern zu den Schweißdrüsen, in der neuromuskulären Endplatte, im Elektroplax der Zitterrochen und im Gehirn. Die Untersuchung zur neuromuskulären Endplatte publizierte er gemeinsam mit Dale und Marthe Vogt – auch sie eine Emigrantin aus Deutschland. Die Untersuchung erschien im selben Jahr, in dem Dale zusammen mit Loewi den Nobelpreis für Physiologie oder Medizin erhielt. Insgesamt hat Feldberg der Theorie von der (in aller Regel) chemischen Natur der Informationsübertragung durch Synapsen zu allgemeiner Anerkennung verholfen.
Für seine Untersuchungen am Gehirn entwickelte Feldberg Kanülen, mit denen Substanzen direkt ins Gehirn narkotisierter Versuchstiere injiziert werden konnten. Damit hat er die Regelung mancher Körperfunktionen bestimmten Gehirngebieten zugeordnet, so die Regelung der Körpertemperatur und die Entstehung von Fieber dem vorderen Hypothalamus.

## Ehrungen
Die Freie Universität Berlin und die Universitäten in Bradford, Freiburg im Breisgau, Heidelberg, Köln, London, Lüttich und Würzburg verliehen Feldberg Ehrendoktorgrade. Er war Ehrenmitglied zum Beispiel der Royal Society, der British Pharmacological Society, der Deutschen Pharmakologischen Gesellschauft und der Société FranÇaise d’Allergie. 1961 erhielt er das Große Bundesverdienstkreuz, 1968 die Schmiedeberg-Plakette der Deutschen Pharmakologischen Gesellschaft, 1983 die Royal Medal der Royal Society und 1989 die Wellcome Gold Medal der British Pharmacological Society.